# مناورة بارلو
مناورة بارلو عبارة عن اختبار بدني يتم تنفيذه على الأطفال للبحث عن إصابتهم خلل التنسج التنموي في الورك. وقد تمت تسميته على اسم تي جي بارلو، من عام 1962، الذي كان يعمل في مستشفى هوب هوسبيتال في سالفورد، بمانشستر.
ويتم تنفيذ المناورة بكل سهولة من خلال تقريب الورك (من خلال جذب الفخذ تجاه خط المنتصف) مع الضغط بخفة على الركبة، مع توجيه القوة للخلف. وإذا خرج الورك من مكانه، أي يخرج من الفتحة عند القيام بتلك الطريقة، يكون الاختبار إيجابيًا. وبعد ذلك، يتم استخدام مناورة أورتولاني، لتأكيد النتائج الإيجابية (أي أن الورك مخلوع بالفعل).